# Шониха (станция)
Шо́ниха — железнодорожная станция Горьковской железной дороги на участке Окская — Арзамас II. Расположена в Богородском районе Нижегородской области, недалеко от деревни Шониха. При станции находится одноименный посёлок.

## История
Станция введена в эксплуатацию в 1915 году. Изначально она располагалась на линии Нижний Новгород — Арзамас I, построенной в 1903 году. С постройкой железнодорожного моста через р. Оку в 1961 году появилось прямое сообщение до ст. Горький-Московский. 7 апреля 1990 г. началось движение электропоездов на участке Н. Новгород — Шониха, до этого по линии ходили дизель-поезда Д1. До 2000-х годов на станции располагалось предприятие по переработке круглого леса в пиломатериал. Осуществлялась выгрузка леса и погрузка пиломатериала. Примерно с 2000-х годов предприятие прекратило своё существование. Количество путей на станции было сокращено. В настоящее время станция выполняет функцию разъезда. Продажа пассажирских билетов не осуществляется, хотя на станции имеются зал ожидания и билетные кассы.

## Крушение
14 июля 2000 г. на станции Шониха произошло крушение грузового поезда, следовавшего в сторону Арзамаса. На перегоне рзд. 296 км — ст. Шониха из-за выброса пути сошли с рельс 2 последних вагона поезда, с последующим опрокидыванием в южной горловине станции. Было повреждено 3 км пути и часть инфраструктуры на перегоне рзд. 296 км — ст. Шониха и на станции. Перерыв в движении поездов составил около 2-х суток. В течение нескольких дней после аварии было затруднено движение поездов, в первую очередь пригородных.